# 殷茵
殷 茵（いん いん、ラテン文字翻記：Yin Yin、女性、1974年1月2日 - ）は、中国の元バレーボール選手。現役時代のポジションはウィングスパイカー。元中国代表。

## 来歴
1994年、中国代表に初選出される。同年のワールドグランプリで銅メダルを獲得した。1995年のワールドカップで銅メダル、1998年世界選手権で銀メダルを獲得した。シドニー五輪世界最終予選でエースの孫月に代わって起用されると大車輪の活躍を見せた。2000年、シドニー五輪に出場した。
2001年、イタリアセリエAのModèneに移籍し、CEVカップで優勝を果たした。その後、地元の浙江省のクラブでプレーし、2009年に広東恒大女子排球に加入した。2010年に現役引退。

## 球歴
- オリンピック - 2000年
- 世界選手権 - 1998年（2位）
- ワールドカップ - 1995年（3位）、1999年（5位）

## 所属クラブ
- Zhejiang New Century Tourism Volleyball（1996-2001年）
- Volley Modena（2001-2002年）
- Zhejiang New Century Tourism Volleyball（2002-2003年）
- Volley 2002 Forlì（2003-2004年）
- Zhejiang New Century Tourism Volleyball（2004-2009年）
- 広東恒大女子排球（2009-2010年）